# Arrondissement Wissembourg
Arrondissement Wissembourg byl francouzský arrondissement ležící v departementu Bas-Rhin v regionu Alsasko. Členil se dále na 5 kantonů a 68 obcí.

## Kantony
- Lauterbourg
- Seltz
- Soultz-sous-Forêts
- Wissembourg
- Wœrth